# Ptyas dhumnades
Ptyas dhumnades är en ormart som beskrevs av Cantor 1842. Ptyas dhumnades ingår i släktet Ptyas och familjen snokar. Inga underarter finns listade i Catalogue of Life.
Denna orm förekommer i södra Kina, Vietnam och på Taiwan. I Kina sträcker sig utbredningsområdet från Guangdong till Hebei och västerut till Gansu, Chekiang, Jiangxi, Anhwei och Kiangsu. Honor lägger ägg.